# Dynastie égyptienne zéro
v. 3200 AEC – v. 3100 AEC,,,
Entités suivantes :
- Ire dynastie

La dynastie zéro (ou dynastie 0) désigne les rois ayant régné sur une partie ou l'ensemble du territoire égyptien avant le règne du légendaire Ménès, fondateur de la Ire dynastie et unificateur de l'Égypte selon la vision égyptienne de leur propre histoire, que les égyptologues associent le plus souvent à Narmer, bien que le successeur de ce dernier, Aha, soit également proposé. Cette époque, située à la toute fin de la période prédynastique, correspond au début de la phase finale de la culture nagadéenne nommée Nagada III et voit la montée en puissance de la royauté égyptienne, tout d'abord en Haute-Égypte avec trois proto-royaumes identifiés, menant, à un moment donné de la période, à l'unification égyptienne.

## Terminologie
Le terme « dynastie » est utilisé par analogie avec la chronologie des périodes postérieures de l'Égypte ancienne. En effet, le prêtre égyptien du IIIe siècle av. J.-C. Manéthon a écrit une œuvre aujourd'hui perdue nommée Ægyptiaca dans laquelle il a divisé l'histoire égyptienne en trente « dynasties », dynasties qui ne sont en réalité pas toutes des lignées de sang. Ainsi, pour regrouper tous ces rois que la recherche archéologique a découverts et ayant précédé la Ire dynastie, les égyptologues forgèrent ce terme de « dynastie zéro », bien que ces rois ne fassent pas tous partie du même proto-royaume, voire étaient peut-être contemporains les uns des autres. D'autres dénominations existent, notamment « période protodynastique », « période prédynastique tardive », voire « période préthinite ».
Enfin, un autre terme utilisé est celui de « Nagada III ». En effet, l'histoire ancienne pré-écriture est découpée en « culture », quelle que soit la région concernée. Ainsi, la longue période prédynastique égyptienne est composée de plusieurs cultures s'étant succédé les unes les autres sur tout ou partie du territoire. Ainsi, cette phase culturelle peut être divisée comme suit :
- Nagada IIIA et IIIB : la dynastie zéro ;
- Nagada IIIC : la Ire dynastie ;
- Nagada IIID : la IIe dynastie.

## Histoire et culture

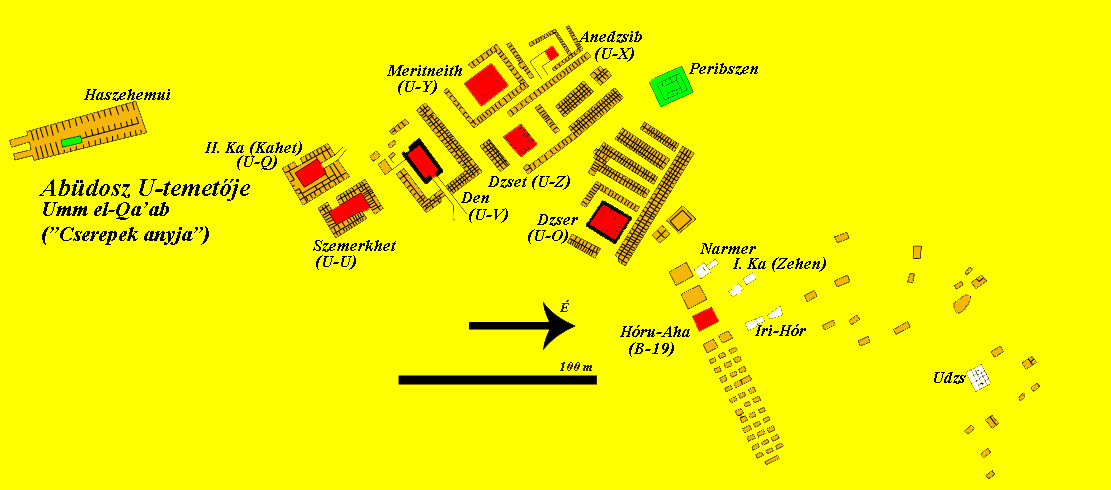
Plan du cimetière d'Abydos

La période protodynastique de l'Égypte antique était caractérisée par un processus continu d'unification politique, qui a culminé avec la formation d'un seul État pour commencer la période dynastique précoce. En outre, c'est à cette époque que la langue égyptienne a été enregistrée pour la première fois sous forme de hiéroglyphes, ce sont en réalité des suites de signes qualifiées de préécriture ou de protoécriture et gravées sur des objets. Cette protoécriture transcrit entre autres ce qui semble être les noms des rois de cette périodes sous forme de serekhs sur diverses surfaces, notamment des poteries, des objets de prestige et des inscriptions rupestres. Il existe également de solides preuves archéologiques de l'existence de colonies égyptiennes dans le sud de Canaan pendant la période protodynastique, qui sont considérées comme des colonies ou des comptoirs commerciaux.
La formation de l'État a commencé à cette époque et peut-être même avant. Plusieurs petites villes-États ont vu le jour le long du Nil. Des siècles de conquête ont ensuite réduit la Haute-Égypte à trois confédérations, ou protoroyaumes : Thinis (Abydos), Noubt (Nagada) et Nekhen (Hiérakonpolis). Pris en sandwich entre Thinis et Nekhen, Nagada disparut le premier. La relation de Nekhen avec Thinis est incertaine, mais ces deux États ont peut-être fusionné pacifiquement, la famille royale thinite dirigeant alors toute la Haute-Égypte. Les rois thinites ont été enterrés à Abydos dans le cimetière d'Oumm el-Qa'ab, cimetière qui sera utilisé encore pendant toute la Ire dynastie, puis pendant la seconde moitié de la IIe dynastie. Un autre royaume en Basse-Nubie, avec comme capitale Qustul, aurait émergé en même que ceux de Haute-Égypte ; ce proto-royaume, issu de la culture du « Groupe A », partageait énormément de traits culturels communs avec la culture nagadéenne. L'un des rois derniers rois de proto-royaume devait être Pe-Hor. Ce royaume semble toutefois avoir été détruit par les Égyptiens de Haute-Égypte à la fin de la période prédynastique, des campagnes militaires semblent en effet être attestées sur des inscriptions rupestres au Gebel Sheikh Souleiman,.
Si pendant longtemps, il avait été considéré que Narmer, roi de Haute-Égypte, avait unifié l'Égypte en conquérant un royaume de Basse-Égypte, conquête représentée sur la Palette de Narmer, ce scénario a depuis été révisé. Ce scénario semblait pourtant être appuyé par les récits légendaires rapportés bien plus tardivement par Hérodote : ce dernier indique en effet que Ménès aurait le premier unifié l'Égypte à partir des deux royaumes de Haute et de Basse-Égypte avec comme capitales respectives Nekhen et Bouto, puis il aurait fondé Memphis, et le temple de Ptah à l'intérieur de la cité, à la jonction entre les deux anciens royaumes en détournant le cours du Nil grâce à une levée de terre et en asséchant les terrains abandonnés par le fleuve. Cependant, non seulement, deux prédécesseurs de Narmer, Iry-Hor et Ka, sont attestés du sud de l'Égypte jusqu'au Sinaï,, nécessitant ainsi un contrôle a minima de pratiquement toute l'Égypte, mais en plus, l'inscription d'Iry-Hor au Sinaï, mentionne la ville de Memphis, montrant indubitablement que la fondation de la ville est antérieure au règne de Narmer. L'importance précoce de la ville est de plus attestée par les attestations d'Iry-Hor et de Ka dans les nécropoles de la cité. En conséquence, le règne de Narmer, considéré par ses successeurs comme le premier de sa dynastie, ne correspond peut-être qu'à la conquête du delta occidental (dont le récit d'Hérodote s'en ferait le lointain écho en plaçant Bouto en tant que capitale du royaume de Basse-Égypte), ou bien à la maturation de l'idéologie royale, idéologie qui n'évoluera que partiellement jusqu'à la fin de la civilisation égyptienne.

## Liste des souverains
Un premier élément à souligner est que, si à la période suivante, une inscription dans un serekh surmonté d'un faucon correspondait indubitablement au nom dit d'Horus du roi, soit le nom le plus important de la titulature royale pendant les trois premières dynasties, il n'est pas certain que ceci soit applicable à l'ensemble des attestations de la période prédynastique. Il est possible que le serekh était alors le moyen de représenter la qualité royale du propriétaire pour les objets ou du commanditaire pour les inscriptions rupestres. Ainsi, il a été proposé que le premier nom royal clairement identifié par des hiéroglyphes était celui d'Iry-Hor, non inscrit dans un cartouche, même si l'identification de ces hiéroglyphes en tant que nom royal, bien que majoritaire dans l'opinion égyptologique, ne fait pas l'unanimité. Le premier nom royal clairement inscrit dans un serekh est celui de Ka, décrit comme proche successeur d'Iry-Hor et proche prédécesseur de Narmer,,.

### Sources contemporaines
Plusieurs noms sont connus, même si l'existence de certains est peu sûre :
- Oryx,
- Coquillage,
- Poisson,
- Bucrane Ier et II ?,
- Cigogne (en),
- Chacal,
- Faucon Ier et II,
- Min,
- Seth ?,
- Pe-Hor ou Pen-Abou ou Éléphant (tombe L2 du cimetière L de Qustul[20])[note 8],
- Lion (palette libyenne ou palette du champ de bataille),
- Taureau (tombe U-j à Oumm el-Qa'ab et Gebel Tjaouti[21]),
- Scorpion Ier (tombe U-j à Oumm el-Qa'ab[22]),
- Horus Crocodile ou Sehendet-Hor (tombe TT 1549 à Tarkhan et tombe B-414 à Abydos),
- Hor-Â ? (entre 10 à 12 kilomètres au sud-ouest de Oumm el-Dabadib dans l'oasis de Kharga[23]),
- Hor B (désert occidental proche d'Hermonthis[24],[25] ; route de Qena à Al-Qusair (?)[26],[25]),
- Horus au serekh ou Double Faucon (el-Mehemdiah (nord-est du Delta)[27],[28] ; Tourah[29] ; Tell Ibrahim Awad (nord-est du Delta)[30] ; Sinaï[31] ; sud d'Israël[29],[30] ; Adaima et Abydos (Haute-Égypte)[32]),
- Ny-Neith (Helwan[33],[34]),
- Ny-Hor ou Nu-Hor (Tarkhan ; Tourah ; Tarjan ; Nagada ; Helwan ?)[35],[36],
- Hat-Hor ou Hatj-Hor (Tarkhan[37],[38] ; Tourah[39]),
- Hedj-Hor ou Hedjou-Hor (Tourah[40],[38] ; Abou Zeidan (pointe nord-est du Delta)[40]),
- Ouash ou Ouashi ? (possiblement nommé sur la Palette de Narmer)[41],[42].

À fin de la période sont attestés deux ou trois rois, la réalité historique du roi Scorpion II n'est pas certaine :
- Scorpion II ? (Nekhen (dont la massue du roi Scorpion)[43], Gebel Sheikh Souleiman[44], Minshat Abou Omar ?[44], tombe B50 à Oumm el-Qa'ab ?, tombe HK6-1 à Nekhen[45] ?),
- Iry-Hor ou Iry-Ro ou Ra-Hor (tombe B0B1-B2 à Oumm el-Qa'ab[40], Zaouiet el-Aryan[40], Ouadi 'Ameyra dans le Sinaï[13], Nekhen[40] ?),
- Ka ou Sekhen (tombe B7-B9 à Oumm el-Qa'ab[46], Adaïma[46], Tarkhan[46], Helwan[46], Kafr Hassan Dawood à la limite sud du Ouadi Toumilat[46], Tell Ibrahim Aouad dans le delta oriental[46], Tel Lod dans le sud de Canaan[46], Ouadi 'Ameyra dans le Sinaï[13]).

### Sources ultérieures

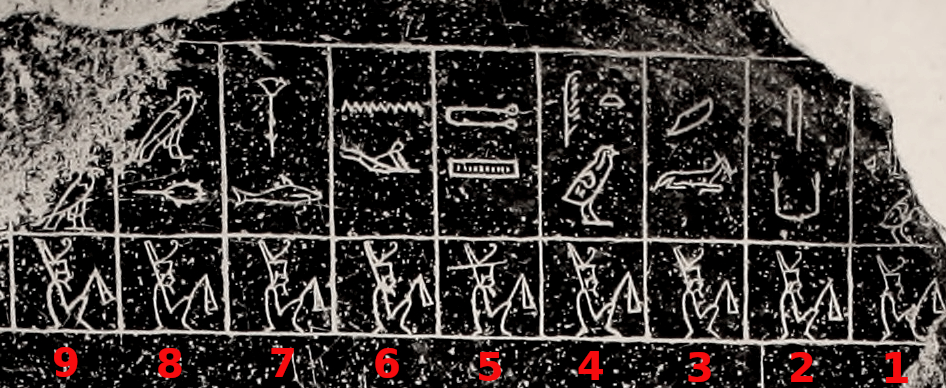
Rois prédynastiques sur le fragment de Palerme

La pierre de Palerme est une stèle, aujourd'hui fragmentaire, datant de la Ve dynastie et sur laquelle sont inscrites les annales égyptiennes officielles. Sur le premier registre du recto se trouvait la succession de noms royaux, chacun ayant une représentation d'un homme surmonté d'une couronne royale. L'état très fragmentaire de la stèle ne laisse aujourd'hui conservées que deux zones du premier registre. Dans la seconde zone, chronologiquement la plus récente des deux et présente sur le fragment I du Caire, près de dix figures royales sont partiellement ou entièrement conservées, les sept entièrement conservées portent la couronne pschent, symbole du roi de Haute et Basse-Égypte ; cependant, aucun nom royal n'est conservé. Dans la première zone, présente sur le fragment de Palerme, près de treize figures royales sont conservées, dont les neuf premières conservent à la fois la couronne, cette fois la couronne decheret, et le nom, intact ou non. La figure royale avec la couronne decheret indique qu'il s'agit de rois de Basse-Égypte, dont voici les noms :
- ...[p]ou (...[p]w),
- Seka (Skȝ),
- Khaiou (Ḫȝjw),
- Tiou (Tjw),
- Thesh (Ṯš),
- Neheb (N-hb),
- Ouadjâdj (Wȝḏ-ˁḏ),
- Mekh(et) (Mẖ(.t)),
- ...a (...ȝ).

Ces noms, non attestés par ailleurs, ne sont absolument pas certains. En effet, cette stèle réalisée pendant l'Ancien Empire conserve le regard d'une époque (l'Ancien Empire) sur une autre (Période prédynastique) déjà bien lointaine.